# Israel Ruiz
Israel Ruiz (Hospitalet de Llobregat, Barcelona, 1971) es un ingeniero y directivo empresarial español. Entre junio de 2007 y junio de 2020 ocupó el puesto de vicepresidente ejecutivo y tesorero del Massachusetts Institute of Technology (MIT), el tercer puesto de mayor importancia de su organigrama de gestión. Desde julio de 2020 es director ejecutivo (CEO) de Woho Systems Incorporation, una empresa que funda junto a los arquitectos Antón Garcia-Abril y Debora Mesa.

## Primeros años
Nació en Hospitalet de Llobregat, Barcelona, en 1972. Cursó estudios de Ingeniería Industrial y Mecánica en la Escuela Técnica Superior de Ingeniería Industrial de Barcelona (ETSEIB), uno de los centros de la Universidad Politécnica de Cataluña, finalizando en 1995. Compaginó su quinto curso en dicha titulación con unas prácticas empresariales en la empresa automovilística Nissan, primero en España y más tarde en Reino Unido.
Tras finalizar sus estudios trabajó como ingeniero en Hewlett-Packard, ocupando diversos puestos que le permitieron desplazarse por Europa, Estados Unidos y Singapur. 

## Vinculación al MIT
En 2001 realizó un máster en la Escuela Sloan de Gestión del Instituto Tecnológico de Massachusetts, con la ayuda de una beca de La Caixa. Comenzó luego su vinculación laboral con el MIT, siendo nombrado gerente de planificación y análisis financiero en 2002. Un año más tarde se convirtió en director asociado de la Oficina de Presupuesto y Planificación Financiera. Fue nombrado director de finanzas en 2005 y vicepresidente financiero en 2007.
También pertenece al Consejo Académico de dicha institución y a otros organismos asociados. Es miembro de la junta directiva de MIT Press, de la Sociedad Cooperativa de la Universidad de Harvard y el MIT ("The Coop"), y de MIT Endicott House.
En 2005 fue galardonado con el “MIT Excellence Award”, máxima distinción administrativa que concede esta entidad.
Desde su puesto de vicepresidente, controla la financiación del MIT, gestionando un presupuesto anual de 2.460 millones de dólares, estando más de la mitad dedicado a investigación, y unos recursos propios de 12.800 millones de dólares (2012). También es responsable de las áreas de recursos humanos, sistemas de información, instalaciones y operaciones.
En diciembre de 2019, el presidente del MIT, Leo Rafael Reif, anunció la salida de Ruiz para el año siguiente. En su comunicación, Reif destacaba su capacidad estratégica y le consideraba uno de sus principales asesores.

## Otras instituciones
Pertenece a la Fundación Príncipe de Girona, que se dedica a promover la educación de los jóvenes, el espíritu empresarial y a colaborar en la resolución de cuestiones económicas y sociales.